# Špitálska (Bratislava)
Špitálska je významná ulice v Bratislavě v městské části Staré Mesto. Získala své jméno podle špitálu při klášteře sester alžbětinek. Je to čtyřproudová komunikace, přes kterou prochází uprostřed tramvajová trať od Kamenného náměstí a náměstí SNP na Americké náměstí. Od Kamenného náměstí ji postupně křižují ulice Hollého, Rajská, Mariánská, Dobrovského, Lazaretská a 29. augusta.

## Významné objekty
Levá strana
- Kostel svatého Ladislava, Špitálska 5
- Kostel a klášter svaté Alžběty, Špitálska 23

Pravá strana
- Obchodní dům a hotel Kyjev
- Ministerstvo práce, sociálních věcí a rodiny Slovenské republiky, Špitálska 6
- Budova policejního ředitelství, Špitálska 14
- Hlavní vojenská prokuratura, Špitálska 22
- Aspremontův letní palác, Špitálska 24
- Medická zahrada